# استان عاصمه (بحرین)
استان عاصمه (به عربی:  محافظة العاصمة )، پایتخت بحرین و یکی از استان‌های پنجگانهٔ کشور پادشاهی بحرین است.
شهر منامه (به عربی: المنامة) مرکز این استان است، همچنین پایتخت کشور بحرین و بزرگترین شهر این کشور است.

## مناطق مهم استان پایتخت
- الواجهة البحریة
- المنطقة الدبلوماسیة
- الکورنیش
- الحورة
- القضیبیة
- الفاتح
- الجفیر
- الغریفة
- وسط المنامة
- السلمانیة
- العدلیة
- الماحوز
- أم الحصم

## منطقه صنعتی وبندرگاه سلمان
- السقیة
- بو عشیرة
- النعیم
- السویفیة
- القفول
- بو غزال

## مناطق دیگر
- البرهامة
- الصالحیة
- الزنج
- بلاد القدیم
- السیف
- سنابس
- کرباباد
- النبیه صالح